# Kegelkopf
Le Kegelkopf est une montagne qui s'élève à 1 959 m d'altitude dans les Alpes d'Allgäu, dans le land de la Bavière en Allemagne.